# Henrik Christiansen
Henrik Christiansen, född 9 oktober 1996, är en norsk simmare.

## Karriär
Christiansen tog silver på 800 meter frisim vid världsmästerskapen i simning 2019. Vid världsmästerskapen i simning (kortbana) 2022 tog han brons på 1 500 meter frisim och silver på 800 meter frisim.